# Тайога (округ, Нью-Йорк)
Шаблон:StateAbbr_ 42°10′ пн. ш. 76°18′ зх. д. / 42.17° пн. ш. 76.3° зх. д.
Округ Тайога (англ. Tioga County) — округ (графство) у штаті Нью-Йорк, США. Ідентифікатор округу 36107.

## Історія
Округ утворений 1791 року.

## Демографія
За даними перепису 
2000 року 
загальне населення округу становило 51784 осіб, зокрема міського населення було 18034, а сільського — 33750.
Серед мешканців округу чоловіків було 25576, а жінок — 26208. В окрузі було 19725 домогосподарств, 14326 родин, які мешкали в 21410 будинках.
Середній розмір родини становив 3,04.
Віковий розподіл населення поданий у таблиці:
| Стать    | До 15 років | 15-21 | 22-29 | 30-39 | 40-49 | 50-65 | 65-85 | Понад 85 |
| -------- | ----------- | ----- | ----- | ----- | ----- | ----- | ----- | -------- |
| Чоловіки | 5900        | 2563  | 1955  | 3655  | 4367  | 4191  | 2748  | 197      |
| Жінки    | 5502        | 2232  | 1974  | 3943  | 4314  | 4403  | 3272  | 568      |

## Суміжні округи
- Кортленд — північний схід
- Брум — схід
- Сасквегенна, Пенсільванія — південний схід
- Бредфорд, Пенсільванія — південь
- Чеманг — захід
- Томпкінс — північний захід

## Виноски
1. ↑  U.S. Decennial Census. United States Census Bureau. Архів оригіналу за 26 квітня 2015. Процитовано 8 січня 2015.
2. ↑  Historical Census Browser. University of Virginia Library. Архів оригіналу за 11 серпня 2012. Процитовано 8 січня 2015.
3. ↑  Population of Counties by Decennial Census: 1900 to 1990. United States Census Bureau. Архів оригіналу за 19 лютого 2015. Процитовано 8 січня 2015.
4. ↑  Census 2000 PHC-T-4. Ranking Tables for Counties: 1990 and 2000 (PDF). United States Census Bureau. Архів (PDF) оригіналу за 18 грудня 2014. Процитовано 8 січня 2015.
5. ↑  State & County QuickFacts. United States Census Bureau. Архів оригіналу за 6 червня 2011. Процитовано 13 жовтня 2013. [Архівовано 2011-06-06 у Wayback Machine.](англ.) Наведено за англійською вікіпедією.
6. ↑  American FactFinder. Бюро перепису населення США. Архів оригіналу за 26 лютого 2012. Процитовано 31 січня 2008. [Архівовано 2008-05-21 у Wayback Machine.]

| США | Це незавершена стаття з географії США. Ви можете допомогти проєкту, виправивши або дописавши її. |